# Laurent Di Lorto
Laurent Di Lorto (Martigues, 1º gennaio 1909 – Montbéliard, 27 ottobre 1989) è stato un calciatore francese, di ruolo portiere.

## Carriera
Vinse il campionato francese nel 1938 e la Coppa di Francia nel 1935 e nel 1938.

## Palmarès

### Club

#### Competizioni nazionali
- Campionato francese: 1

Sochaux: 1937-1938
- Coppa di Francia: 2

Olympique Marsiglia: 1934-1935
Sochaux: 1937-1938